# Хованский, Андрей Иванович
Князь Андре́й Ива́нович Хова́нский (ум. 17 сентября 1682) — рында, стольник и боярин во времена правления Алексея Михайловича, Фёдора Алексеевича и Софьи Алексеевны.
Из княжеского рода Хованских, Гедеминович. Старший сын боярина князя Ивана Андреевича Тараруя Хованского. Имел братьев: боярина Петра, Василия и стольника Ивана (1650—1726) Ивановичей.

## Биография
Под командованием своего отца участвовал в русско-польской войне 1654—1667 годов. В битве при Полонке в июне 1660 года был ранен. Ратные люди, недовольные главным воеводой и его сыном, жаловались на их притеснения и развратный образ жизни. В августе 1662 года второй рында в белом платье при представлении государю польского гонца и мунгальских послов в Золотой царицыной палате. В июле 1675 года назначен товарищем (заместителем) к своему отцу, находившемуся на воеводстве в Пскове.
В 1682 году: в январе первый выборный человек и сто двадцать второй в Думе, подписал соборное уложение об отмене местничества, в апреле дневал и ночевал в Архангельском соборе у гроба царя Фёдора Алексеевича, в мае получил под своё управление Судный приказ. В день венчания на царство царей Ивана и Петра Алексеевичей 25 июня 1682 года пожалован из стольников в бояре, минуя чин окольничего и показан двадцать восьмым боярином.
Вскоре стали распространяться слухи о том, что князь Иван Андреевич Хованский, новый глава Стрелецкого приказа, хочет захватить царский трон и женить своего сына Андрея на одной из царевен (по словам одних на Екатерине Алексеевне, по словам других на самой правительнице Софье Алексеевне). 17 сентября 1682 года Боярская дума в селе Воздвиженском вынесла смертный приговор Ивану и Андрею Хованским. Андрей Иванович Хованский был обвинен в том, что занимался самоуправством в подчинённом ему Судном приказе, вместе с отцом склонял некоторых ратных и посадских людей помочь им захватить престол, убить царей, патриарха и бояр, постричь царевен в монахини. Его схватили в подмосковном имении на Клязьме, привезли в Воздвиженское и обезглавили.

## Семья
Женат на княжне Анне Семёновне Щербатовой, в первом браке — княжне Прозоровской.
Дети:
- Хованский Юрий Андреевич.

## Критика
П. В. Долгоруков в Российской родословной книге показывает князя Андрея Ивановича бездетным и не упоминает о жене.